# EFootball 2024
eFootball 2024 è un videogioco gratuito di simulazione calcistica sviluppato da Konami Digital Entertainment e pubblicato da Konami il 7 settembre 2023 per PlayStation 5, PlayStation 4, Xbox Series X/S, Xbox One, Windows, iOS e Android come aggiornamento di eFootball 2023.

## Sviluppo
Il gioco è sviluppato sul motore grafico Unreal Engine 4.
Sono stati apportati sostanziali cambiamenti al gameplay ed è stata aggiornata la grafica.

## Telecronaca
I telecronisti sono Fabio Caressa e Luca Marchegiani.